# Freek Show
Freek Show – drugi album amerykańskiej grupy Twiztid, wydany 31 października 2000 roku.
Jest to pierwszy album Twiztid który trafił na listę Billboard 200, lokując się na miejscu 51.
Płyta została wydana tego samego dnia co dwa albumy Insane Clown Posse, "Bizzar"/"Bizaar", przez co istniała obawa że jego sprzedaż może na tym ucierpieć, ostatecznie jednak każda z płyt cieszyła się sporym zainteresowaniem.

## Lista utworów
| #  | Tytuł                                                                           | Czas |
| -- | ------------------------------------------------------------------------------- | ---- |
| 1  | "Intro"                                                                         | 1:28 |
| 2  | "Mutant X"                                                                      | 3:03 |
| 3  | "We Don't Die"                                                                  | 3:09 |
| 4  | "Fall Apart"                                                                    | 4:59 |
| 5  | "Fuck on the 1st Date"                                                          | 3:40 |
| 6  | "Do You Really Know?"                                                           | 3:25 |
| 7  | "Leave Me Alone"                                                                | 3:38 |
| 8  | "People Are Strange"                                                            | 3:13 |
| 9  | "All I Ever Wanted" (gość. Insane Clown Posse)                                  | 4:18 |
| 10 | "I Wanna Be..."                                                                 | 1:13 |
| 11 | "Bagz"                                                                          | 3:00 |
| 12 | "Wut tha Dead Like" (gość. Insane Clown Posse)                                  | 3:59 |
| 13 | "Empty"                                                                         | 4:35 |
| 14 | "Where itz Goin'Down" (gość. Blaze Ya Dead Homie, Three 6 Mafia, Anybody Killa) | 4:28 |
| 15 | "Broken Wingz"                                                                  | 4:30 |
| 16 | "Maniac Killa" (gość. Insane Clown Posse, Blaze Ya Dead Homie, Vampiro)         | 5:16 |
| 17 | "Different"                                                                     | 3:33 |
| 18 | "I'm Alright"                                                                   | 6:59 |